# Ece Temelkuran

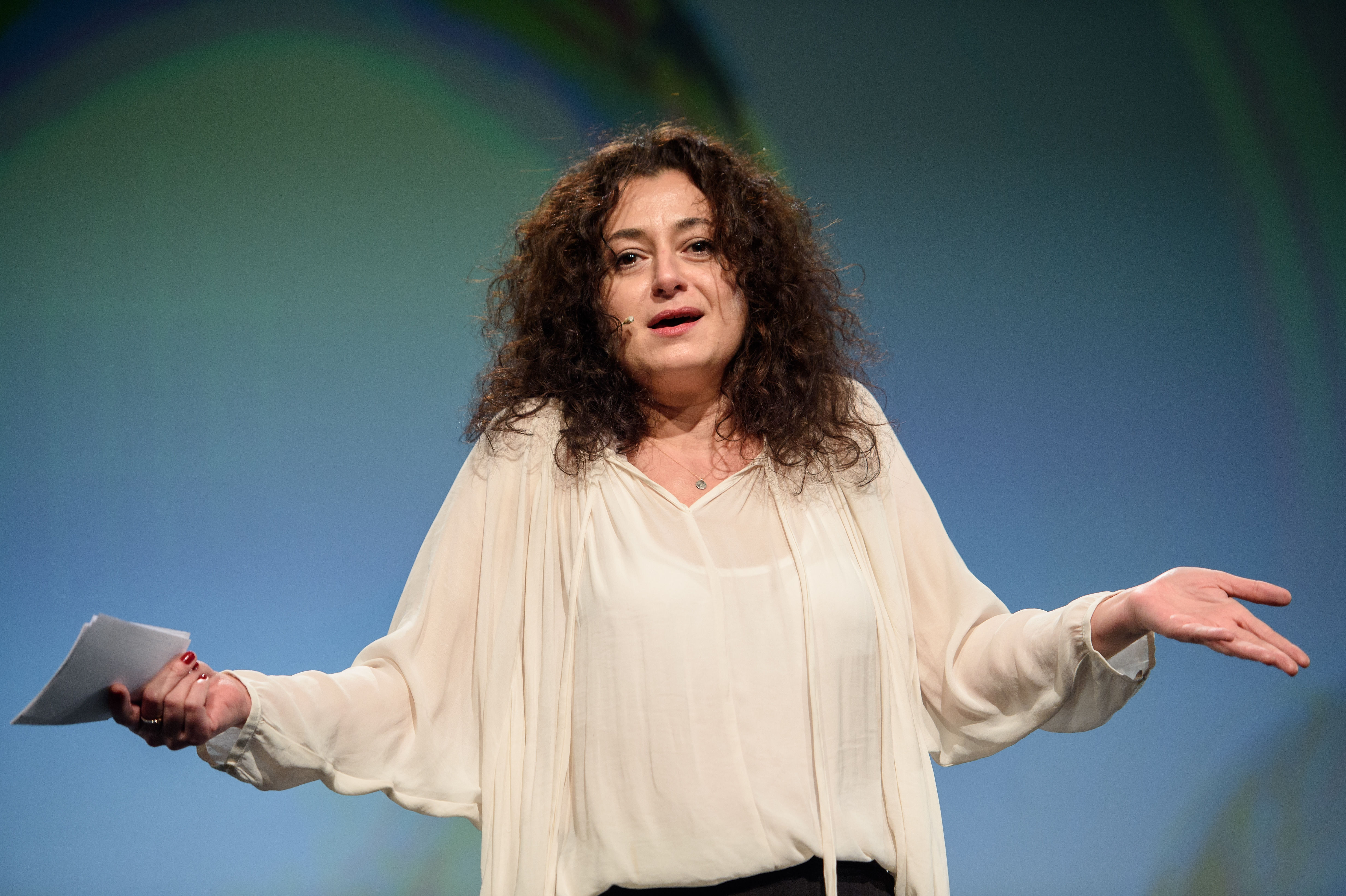
Ece Temelkuran in 2018.

Ece Temelkuran (Izmir, 22 juli 1973) is een Turkse journaliste.

## Biografie
Ece Temelkuran studeerde rechten aan de universiteit van Ankara.Tussen 2000 en 2012 was ze columniste voor de kranten Milliyet (2000-2009) en Habertürk (2009-2012) en werden stukken van haar overgenomen door The Guardian en Le Monde Diplomatique. In 2012 wordt ze ontslagen wegens haar kritiek op de Turkse overheid. 

## Publicaties
Temelkuran schreef meerdere artikels en columns en daarnaast een 12-tal boeken. 
- Muz Sesleri (2010), roman die reeds in het Arabisch en Pools werd vertaald.  In het Nederlands vertaald door Margreet Dorleijn onder de titel 'Het geluid van bananen' (2013, Uitg. Van Gennep, 319 blz.)
- Deep Mountain, Across the Turkish-Armenian Divid (2010)
- Book of the Edge
- Ne Anlatayım Ben Sana (2006),
- Verloren land (2019), boek[2]

## Erkentelijkheid
In 2008 ontvangt ze de Freedom of Thoughtaward van de Human Rights Association of Turkey. 